# رئيس صوماليلاند
رئيس صوماليلاند (بالصومالية: Madaxaweynaha Somaliland)‏ هو رئيس الدولة ورئيس حكومة أرض الصومال. لا يوجد رئيس وزراء. الرئيس هو أيضا القائد العام القوات المسلحة صوماليلاندية. يمثل الرئيس حكومة أرض الصومال. أول رئيس لأرض الصومال كان عبد الرحمن أحمد علي الطور. يشغل هذا المنصب حاليًا الرئيس الخامس موسى بيهي عبدي، منذ 13 ديسمبر 2017. يمكن للرئيس أن يخدم كحد أقصى فترتين مدة كل منهما خمس سنوات. تعتبر جمهورية أرض الصومال نفسها الدولة الخلف لمحمية أرض الصومال البريطانية السابقة، والتي كانت دولة مستقلة لبضعة أيام في عام 1960 كدولة أرض الصومال.

## التاريخ

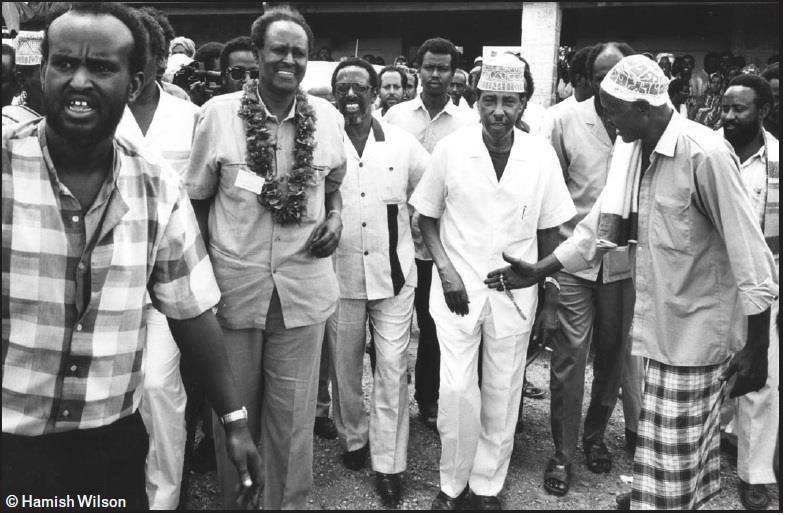
الرئيس المنتهية ولايته، عبد الرحمن أحمد علي طور، يغادر القاعة إلى جانب الرئيس المنتخب حديثاً، محمد حاج إبراهيم عقال. يتم تهنئة تور من قبل رجل مسن على قراره بقبول نتيجة الانتخابات والتنازل بسلام بعد عدة أيام من النقاش والمفاوضات المكثفة.

أول رئيس لأرض الصومال كان عبد الرحمن أحمد علي طور، أحد قادة الحركة الوطنية الصومالية، الذي تولى منصبه في 7 يونيو 1991، بعد أسابيع من إعلان أرض الصومال جمهورية. ومنذ ذلك الحين، احتجز المكتب أربعة أشخاص آخرين: محمد حاج إبراهيم عقال، وظاهر ريالي كاهين، وأحمد محمد محمود، وموسى بيهي عبدي.

## أهلية
حتى يكون الشخص مؤهلاً لمنصب الرئيس أو نائب الرئيس، يجب أن يكون مواطنًا من أرض الصومال بالولادة، وليس لديه إقامة دائمة كلاجئ في بلد آخر. يجب ألا يحمل أي جنسية أخرى، ويجب أن يكون مسلمًا، وأن يتصرف وفقًا للدين الإسلامي، وأن لا يقل عمره عن 40 عامًا، وأن يكون عضوًا في حزب سياسي ويرعاه هذا الحزب السياسي.

## الموت في المنصب
توفي رئيس صوماليلاند في منصبه:
- محمد إبراهيم عقال الذي توفي في 3 أيار / مايو 2002 البالغ من العمر 73 عاما.

## رؤساء سابقون على قيد الحياة
اعتبارًا من سبتمبر 2020، هناك اثنان على قيد الحياة من الرؤساء السابقين لأرض الصومال، كما هو موضح أدناه:

رؤساء سابقون لأرض الصومال على قيد الحياة
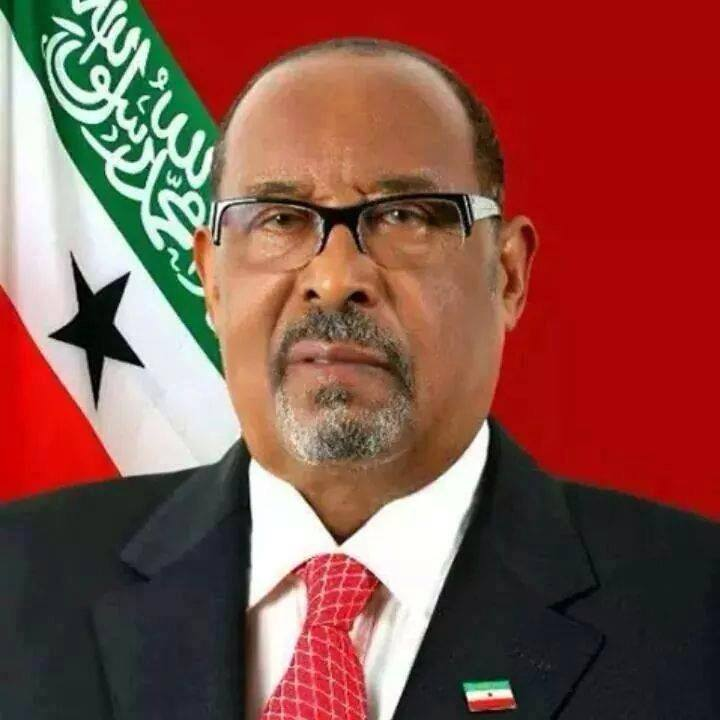
أحمد محمد محمود]] خدم 2010–2017 ولد في 1936
ضاهر ريال كاهينخدم 2002–2010ولد في 1952ضاهر ريال كاهين خدم 2002–2010 ولد في 1952

وكان آخر رئيس توفي هو عبد الرحمن أحمد علي طور (خدم في 28 مايو 1991 - 16 مايو 1993)، في 8 نوفمبر 2003، عن عمر يناهز 72 عامًا.

## روابط خارجية
- الدستور باللغة الإنجليزية